# Foelke Kampana
Foelke Kampana (1355 – 1418), známá také jako Foelke Krutá, byla fríská šlechtična. Sloužila jako regentka fríského území Oldeborg, Brokmerland, Auricherland a Emsigerland; poprvé v roce 1400 místo svého syna Kena II. a podruhé v roce 1417 místo svého vnuka Ocko II.
Foelke died soon after in Aurich and was buried there.
Foelke se narodila v Hinte a byla dcerou Kempa von Hinte, vládce Westerburgu van Hinte. V roce 1377 se provdala za fríského rytíře Ocko I. tom Broka, lorda z Oldeborgu. V roce 1389 její manžel zemřel v bitvě. Foelke se snažila zasáhnout, sestavila vlastní armádu. Když ale dorazila na místo bitvy, její muž již byl mrtvý. Během její nepřítomnosti bylo její město Aurich obsazeno nepřítelem a její služební se zabarikádovali v kostele. Foelke Aurich se svou armádou zachránila a nechala popravit 200 vojáků nepřítele. Jelikož její syn Keno byl příliš mladý, stal se vládcem nelegitimní syn jejího budoucího manžela, Widzel tom Brok. Během jeho desetileté vlády se spojil s Folkmarem Allenou, celoživotním nepřítelem svého otce. Widzel zemřel v dubnu roku 1399 během jejich hádky. Foelkin syn Keno II. se tedy stal legálním nástupcem. Foelke působila jako jeho rádkyně až do jeho smrti v roce 1417. Poté se stala regentkou svého vnuka Ocka, který během toho roku dosáhl požadovaného věku k vládnutí. Foelke zemřela krátce po jeho nástupu k moci v Aurichu a byla zde i pohřbena.